# Denis Granečný
Denis Granečný (Ostrava, 7 settembre 1998) è un calciatore ceco, difensore dello Zbrojovka Brno.

## Statistiche

### Presenze e reti nei club
Statistiche aggiornate al 4 settembre 2020.
| Stagione             | Squadra                 | Campionato           | Campionato | Campionato | Coppe nazionali | Coppe nazionali | Coppe nazionali | Coppe continentali | Coppe continentali | Coppe continentali | Altre coppe | Altre coppe | Altre coppe | Totale | Totale | Totale |
| Stagione             | Squadra                 | Comp                 | Pres       | Reti       | Comp            | Pres            | Reti            | Comp               | Pres               | Reti               | Comp        | Pres        | Reti        | Pres   | Reti   |        |
| -------------------- | ----------------------- | -------------------- | ---------- | ---------- | --------------- | --------------- | --------------- | ------------------ | ------------------ | ------------------ | ----------- | ----------- | ----------- | ------ | ------ | ------ |
| feb.-giu. 2016       | Baník Ostrava           | 1L                   | 9          | 0          | CRC             | -               | -               | -                  | -                  | -                  | -           | -           | -           | 9      | 0      |        |
| 2016-2017            | Baník Ostrava           | FNL                  | 10         | 0          | CRC             | 0               | 0               | -                  | -                  | -                  | -           | -           | -           | 10     | 0      |        |
| 2017-2018            | Baník Ostrava           | 1L                   | 28         | 1          | CRC             | 3               | 0               | -                  | -                  | -                  | -           | -           | -           | 31     | 1      |        |
| 2018-2019            | Baník Ostrava           | 1L                   | 24+1       | 0          | CRC             | 6               | 0               | -                  | -                  | -                  | -           | -           | -           | 31     | 0      |        |
| 2019-gen. 2020       | Baník Ostrava           | 1L                   | 12         | 0          | CRC             | 3               | 0               | -                  | -                  | -                  | -           | -           | -           | 15     | 0      |        |
| Totale Baník Ostrava | Totale Baník Ostrava    | Totale Baník Ostrava | 83+1       | 1          |                 | 12              | 0               |                    | -                  | -                  |             | -           | -           | 96     | 1      |        |
| gen.-giu. 2020       | Dynamo České Budějovice | 1L                   | 1          | 0          | CRC             | -               | -               | -                  | -                  | -                  | -           | -           | -           | 1      | 0      |        |
| 2020-2021            | Emmen                   | E                    | 2          | 0          | CO              | 1               | 0               | -                  | -                  | -                  | -           | -           | -           | 3      | 0      |        |
| 2021-gen. 2022       | Baník Ostrava           | 1L                   | 3          | 0          | CRC             | 2               | 0               | -                  | -                  | -                  | -           | -           | -           | 5      | 0      |        |
| gen.-giu. 2022       | Mezőkövesd-Zsóry        | 1L                   | 5          | 0          | CU              | 0               | 0               | -                  | -                  | -                  | -           | -           | -           | 5      | 0      |        |
| 2022-2023            | Zbrojovka Brno          | 1L                   | 28         | 0          | CRC             | 3               | 0               | -                  | -                  | -                  | -           | -           | -           | 31     | 0      |        |
| Totale carriera      | Totale carriera         | Totale carriera      | 122+1      | 1          |                 | 18              | 0               |                    | -                  | -                  |             | -           | -           | 141    | 1      |        |